# Virgilio Canio Corbo
Pour les articles homonymes, voir Corbo.
Virgilio Canio Corbo (8 juillet 1918 à Avigliano - 6 décembre 1991 à Capharnaüm), est un père franciscain italien et professeur d'archéologie au Studium Biblicum Franciscanum de Jérusalem.

## Biographie
Virgilio Canio Corbo est né en 1918.
Il est connu pour les fouilles de nombreux sites religieux : 
- le champ des Bergers près de Bethléem
- la place de l' Ascension sur le Mont des Oliviers
- Hérodion
- Macheronte
- Bir El Qutt, inscriptions en géorgien
- une basilique byzantine et monastère sur le Mont Nébo en Jordanie[2]
- l'église du Saint-Sépulcre de Jérusalem
- l'ancienne ville de Magdala en Israël.

### Source de la traduction
- (en) Cet article est partiellement ou en totalité issu de l’article de Wikipédia en anglais intitulé « Virgilio Canio Corbo » (voir la liste des auteurs).